# 모잠비크의 로마 가톨릭 교구 목록
모잠비크의 로마 가톨릭 교구는 3개 관구에 3개 관구장좌 대교구와 9개 일반 교구로 구성된다

## 교구

### 베이라 관구( Province of Beira)
- 베이라 관구장좌 대교구( Archdiocese of Beira)
  - 시모이우 교구( Diocese of Chimoio)
  - 구뤠 교구( Diocese of Gurué)
  - 켈리마네 교구( Diocese of Quelimane)
  - 테테 교구( Diocese of Tete)

### 마푸토 관구(Province of Maputo)
- 마퓨토 관구장좌 대교구( Archdiocese of Maputo)
  - 이남바네 교구( Diocese of Inhambane)
  - 샤이샤이 교구( Diocese of Xai-Xai)

### 남풀라 관구(Province of Nampula)
- 남풀라 관구장좌 대교구( Archdiocese of Nampula)
  - 리싱가 교구( Diocese of Lichinga)
  - 나칼라 교구( Diocese of Nacala)
  - 펨바 교구( Diocese of Pemba)